# Hibiscus glanduliferus
Hibiscus glanduliferus är en malvaväxtart som beskrevs av William Grant Craib. Hibiscus glanduliferus ingår i Hibiskussläktet som ingår i familjen malvaväxter. Inga underarter finns listade i Catalogue of Life.